# Aoba, Sendai
Aoba (青葉区 Aoba-ku) là quận thuộc thành phố Sendai, tỉnh Miyagi, Nhật Bản. Tính đến ngày 1 tháng 10 năm 2020, dân số ước tính của quận là 311.590 người và mật độ dân số là 1.000 người/km2. Tổng diện tích của quận là 302,2 km2.

## Giao thông

### Đường sắt
- JR East
  - Tōhoku Shinkansen: Sendai
  - Tuyến Jōban: Sendai
  - Tuyến Senseki: Aoba-dōri
  - Tuyến Senzan: Sendai - Tōshōgū - Kita-Sendai - Kitayama - Kunimi - Kuzuoka - Rikuzen-Ochiai - Ayashi - Rikuzen-Shirasawa - Kumagane - Nishi-Sendai Hi-Land - Sakunami - Yatsumori - Okunikkawa
  - Tuyến Tōhoku chính: Sendai
- Tàu điện ngầm Sendai
  - Tuyến Nanboku: Asahigaoka - Dainohara - Kita-Sendai - Kita-Yobanchō - Kōtōdai-Kōen - Hirose-dōri - Sendai - Itsutsubashi

### Cao tốc/Xa lộ
- Tōhoku Expressway – (Nút giao Sendai-Miyagi)
- Quốc lộ 4
- Quốc lộ 45
- Quốc lộ 48
- Quốc lộ 457